# Список экорегионов Кот-д’Ивуара
Ниже приводится список экорегионов в Кот-д'Ивуаре, согласно Всемирному Фонду дикой природы (ВФП).

## Наземные экорегионы
по основным типам местообитаний

### Тропические и субтропические влажные широколистные леса
- Восточно-гвинейские леса
- Горные гвинейские леса
- Западно-гвинейские низинные леса

### Тропические и субтропические луга, саванны и кустарники
- Лесная саванна Гвинеи
- Западные Суданские саванны

### Мангры
- Гвинейские мангры

## Пресноводные экорегионы
по биорегиону

### Нило-Судан
- Ашанти (Гана)
- Верхний Нигер
- Нимба
- Вольта

### Верхняя Гвинея
- Южная Верхняя Гвинея